# Bicellaria longisetosa
Bicellaria longisetosa är en tvåvingeart som beskrevs av Chvala 1991. Bicellaria longisetosa ingår i släktet Bicellaria och familjen puckeldansflugor.
Artens utbredningsområde är Bulgarien. Inga underarter finns listade i Catalogue of Life.